# Zespół przyrodniczo-krajobrazowy „Arkadia”
Zespół przyrodniczo-krajobrazowy „Arkadia” – zespół przyrodniczo-krajobrazowy położony na terenie parku Arkadia w warszawskiej dzielnicy Mokotów.

## Opis
Zajmuje powierzchnię 14,01 ha i obejmuje ochroną cenny kompleks zieleni parkowej o dużych walorach krajobrazowych i przyrodniczych. Został ustanowiony na mocy uchwały Rady miasta stołecznego Warszawy z dnia 10 lipca 2008 roku.
Zespół przyrodniczo-krajobrazowy „Arkadia” powołano m.in. dla ochrony urozmaiconej rzeźby terenu o walorach widokowych, powiązanego historycznie z sąsiednim zespołem pałacowo-parkowym Królikarnia. Obejmuje on fragment skarpy warszawskiej, którego unikatową cechą jest nieprzetworzenie działalnością człowieka (sąsiednie odcinki zostały przekształcone tarasowato lub podsypane ziemią). W skarpie występują naturalne źródła i wysięki, zasilające położone niżej zbiorniki wodne.
Na terenie zespołu znajdują się trzy stawy: Arkadia i Stawy pod Królikarnią, a także Rów Piaseczyński.

## Flora i fauna
Teren parku charakteryzuje się wysoką bioróżnorodnością, wyjątkową w zabudowanej części Warszawy. Oprócz zieleni parkowej, pochodzącej z nasadzeń, na skarpie i podskarpiu występują zbiorowiska roślinne powstałe samoistnie. Na skarpie głównymi składnikami drzewostanu są klon zwyczajny, klon jesionolistny i wiąz pospolity. Na podskarpiu, w obszarze źródliskowym, rośnie ols z dominującą olszą czarną – unikatowy wśród warszawskich parków.
Skarpa na terenie parku Arkadia jest siedliskiem oraz częścią korytarza migracyjnego wielu zwierząt będących pod ścisłą ochroną, wymienionych w Rozporządzeniu Ministra Środowiska z dnia 28 września 2004 roku w sprawie gatunków dziko występujących zwierząt objętych ochroną, a także chronionych na mocy Konwencji Berneńskiej. Występują tu m.in. następujące gatunki ptaków:
- dzięcioł średni (wymieniony w Załączniku I Dyrektywy Ptasiej), dzięcioł duży, dzięcioł zielony i dzięciołek
- puszczyk zwyczajny
- rudzik, słowik szary, kowalik zwyczajny, pełzacz leśny, wilga, dzwoniec, grubodziób
- czyżyk, jemiołuszka (poza sezonem lęgowym).

Zespół przyrodniczo-krajobrazowy „Arkadia” sąsiaduje z użytkami ekologicznymi „Fragment Skarpy Warszawskiej im. J. Kusocińskiego” i „Fragment Skarpy Warszawskiej im. Cz. Łaszka”, dzięki czemu zapewnia utrzymanie korytarza ekologicznego umożliwiającego migrację organizmów żywych.